# Eric Wahlberg
Eric Carl August Wahlberg, född 16 december 1894 i Östra Vingåkers församling, Södermanlands län, död 5 oktober 1987, var en svensk jurist. 
Wahlberg, som var son till grosshandlare Victor Wahlberg och Anna Kullberg, blev juris kandidat vid Uppsala universitet 1920. Han var krigsfiskal 1921–1923, notarie i Göteborgs stads drätselkammare 1923–1925, borgmästare i Torshälla stad 1925–1942 och direktör för Svenska socialvårdsförbundet 1942–1962 (tillförordnad sedan 1940). Han var ledamot av statens flyktingsnämnd 1941–1950, sekreterare i föreningen Sävstaholmsskolorna 1946–1959, ledamot av nämnden för internationell expert- och studieverksamhet 1954–1961 samt innehade diverse kommitté-, sakkunnig- och forskningsuppdrag. Han utgav Jacob Linders Fattigvårdslagen, 10 upplagan och Socialhjälpslagen (tillsammans med andra).